# Autornavn
Autornavn er en angivelse af hvem, der har publiceret et botanisk eller zoologisk navn.
Inden for biologien er autornavnet ofte forkortet; planter beskrevet af Linné vil således blive markeret ved L. efter binominalnavnet.